# 死んでもいい (1992年の映画)
『死んでもいい』は、1992年公開の石井隆監督による日本映画。西村望による1980年の小説『火の蛾』を原作とした映画化作品。英語タイトルは”Original Sin"=「原罪」。R-15指定作品。

## あらすじ
電車で大月駅に着いた平野信は改札を出た直後人妻・土屋名美と軽くぶつかったことがきっかけで彼女の職場である不動産屋に訪れる。名美の夫で不動産屋社長・土屋英樹に就職を直訴した信は何とか採用され、アパートで暮らしながら働き始める。数日後、土砂降りの中名美がモデルルームに行ったはずの信を探しに行くと、彼に「一目見たときからあんたを好きになった」と犯されてしまう。名美に怒りの感情がこみ上げる中突然少年のように泣き出した信を見て、彼女は自らの意志で彼を受け入れてしまう。
事を終えた直後、連絡がつかない信を探しに土屋がモデルルームにやって来ると、名美は2階のベランダに隠れ信は“疲れて一人でベッドで眠っていた”と嘘をつく。後日、土屋の提案で不動産屋の社員旅行で温泉に行くことになり、宴会後酔った彼は名美と寝室に戻って眠りにつく。しかし深夜にふと目が冷めた土屋は名美がいないことに気づき、信たちの部屋に行くと彼もおらず宿屋を探し回る。混浴風呂で名美と信を見つけた土屋は、浮気を疑って激怒し「先に奥さんが入っていたとは知らなかった」と言う彼をその場でクビにしてしまう。
しばらく時が経った頃、信のことを愛してしまっていた名美は転職した彼の居所を探し出し、彼の自宅で話し込む。名美との会話で土屋に生命保険をかけられていることを知った信は、彼女が帰った後強盗殺人に見せかけて彼を殺すことを思いつく。後日再び名美と会った信は、強盗殺人の計画を話し「次の雨の日の夜に電話のベルが1回鳴ってすぐ切れたらそれが決行の合図」と告げる。しかしその直後当の土屋は密会していた2人を見つけると、信を殴って名美を連れて帰宅し妻に二度と彼と会わないよう告げて今回のことを水に流す。
後日雨の日を迎えると名美は土屋から、夫婦関係をやり直すため思い出のホテルに翌日泊まることを告げられて感激する。しかし直後に名美は信の殺人計画を思い出して不安になり、その夜電話のベルが1回鳴った後彼が自宅外に来てしまい彼女は彼に考え直すよう説得して帰らせる。しかし翌日仕事で遅れる土屋より先に一人でホテルの部屋に着いた名美の前に信が現れ、その後やって来た土屋に隠し持っていたスパナで襲いかかる。強盗殺人による犯行に見せかけるため名美は信に殴るよう頼むが、思った以上に強い力で殴られた彼女はその場に倒れ動かなくなってしまう。

## 出演
土屋名美
演 - 大竹しのぶ
大月市で主婦業の傍ら自宅1階の夫の不動産屋で社員として働く。32歳。当初図々しい所がある信にあまりいい印象は持っていないが、ほどなくして彼を愛し始める。信と関係を持った後、夫から「信がモデルルームにどこかの女を連れ込んでいたようだ」という話をされ、「夫は私の不倫に気づいているのかも」と疑い始める。北日本出身で10歳の頃に親が離婚し、母親に引き取られた。以前からの考えかは不明だが、複数の人との恋愛に寛容的な考えを持っており、土屋と信両方との関係を維持しようとする。その後土屋から知人女性がする布の販売店の手伝いを頼まれ、数日間そこで働くようになる。
平野信（まこと）
演 - 永瀬正敏
東京から大月にやってきた若者。22歳。たまたま訪れた土屋不動産で土屋に働かせてもらうよう頼み、翌日社員として採用される。気管支が弱く時々喘息持ちで、タバコは吸わないが土屋から客がタバコを吸おうとした時にすぐ火を付けられるよう言われたためライターを携帯するようになる。普段は不動産屋の社員として仕事に真面目な人物だが、名美と2人だけになると積極的で挑発的な言動をする。土屋の店をクビになった後は、どこかの川沿いの木工所で働き始める。
土屋英樹
演 - 室田日出男
名美より一回り年上の夫。大月駅近くで土屋不動産を経営している。名美とは現在も愛し合っているが子供はいない。店に初めて来たにもかかわらずその場で就職を頼んだ信を「今時珍しい昔気質の男」と気に入り社員として採用する。豪快でお人好しな性格で時に激怒することもあるが基本的にさっぱりした人柄。また、商売柄お客様への信用を第一にしており色々と気配りもできる。若い頃家業を継ぐのが嫌で、東京にある大学を出てサラリーマンを経験がある。趣味はゴルフで、暇な時に店の中でパターの練習をしている。
村上
演 - 奥村公延
土屋不動産のベテラン社員で、土屋の父の代から働く。土屋から“ムラさん”と呼ばれている。他の社員と同じく部屋を探す客を内見に案内するなどしている。後日土屋不動産屋の4人で社員旅行に行く。
リエ
演 - 田中忍
土屋と顔なじみのホステス。年は信より数歳年上。若いがホステスとしての力量があるようで、新宿でホステスをすることになったと彼の店に報告に来る。
ママ
演 - 賀田裕子
土屋が常連で通う地元のクラブのママ。リエの雇い主。信を連れて店にやって来た土屋から、信のおかげで一つの契約が取れたとの話を聞く。「俺は子供ができないんだ」と言う土屋について、自身は「本当は子供ができたら奥さんのおっぱいを独り占めされるため、あえて子作りしない」という噂を信じている。
馬場
演 - 小形雄二
土屋と親しくしている市議会議員らしき人物。以前愛人の存在が妻にバレそうになりすったもんだしたことがある。後日1ヶ月間のヨーロッパの視察旅行に愛人を連れていく。愛人は布・生地の販売店を経営しており、後日店を手伝うよう土屋づてに名美に依頼する。
保険勧誘員
演 - 清水美子（ピンクの電話）
信が土屋不動産の社員になった数日後、土屋に将来の万が一に備えて保険に入るよう勧める。
40代のオカマ
演 - 岩松了
土屋に案内されてモデルルームの一軒家の内見に訪れる。30代のオカマ共々無愛想で言葉数も少ない。
30代のオカマ
演 - 竹中直人
40代のオカマとは恋人なのかは不明だが親しくしている。内見した一軒家の値段が高く感じるが、土屋から「将来は近くをリニアが通るため東京まで約20分で行けます。それを考えれば決して高くありませんよ」と助言される。
その他
演 - 飯島大介
演 - 速水典子

## スタッフ
- 製作者：伊地智啓
- 企画協力：佐々木志郎、宮坂進
- プロデューサー：榎本靖
- 原作：西村望『火の蛾』（立風書房 1980年3月 のち徳間文庫）
- 監督・脚本：石井隆
- 撮影：佐々木原保志
- 照明：金沢正夫
- 録音：本田孜
- 美術：細石照美
- 音楽：安川午朗
- 編集：菅野善雄
- 助監督：横山浩幸
- 制作担当：市川隆治
- 宣伝プロデューサー：関根房江

## 製作
本作は10年の間に2度の頓挫を経て、3度目の企画でようやく映画化された。

### 1982年
最初は1982年に東映セントラルフィルムとにっかつ撮影所が組んで「何かやろう」ということから始まった企画だった。企画は東映が持っており、東映サイドから「女性に見てもらうポルノ映画」という意向が出され、関根恵子主演、池田敏春監督など、キャスティングは東映が決めた。
にっかつの佐々木志郎が『火の蛾』を選び、にっかつ企画営業部の山田耕大が「『郵便配達は二度ベルを鳴らす』を彷彿とさせる話で、脚本を石井隆に頼むことにした」と話しているが、石井は「先に誰かがシナリオを書き...監督を予定していた池田さんが自分に脚本を発注した」、「『白いドレスの女』のような悪女モノを、と注文を受けた」と話している。石井にとって他人の原作を脚色するのは初めてだった。佐々木は前年の『ラブレター』で関根恵子と仕事をしており、監督の池田は山田の近所に引っ越して来る熱の入れようだったという。
西村望の原作『火の蛾』は、事件記者だった西村が東大阪で実際に起きた殺人事件を取材して書いたもので、タイル職人の親方の許に出入りしていた青年が子持ちの奥さんといい仲になり、深夜奥さんの手筈で忍び込み、酔って寝ていた親方を殺害するという焼け死ぬのが分かっていながらどうしようもなく燃え盛る炎に飛び込んでしまう蛾の習性を男と女の性に喩えたもの。
東映から「若干ファッショナブルなものにして欲しい」との要望が出されたため、原作の東大阪を東京に、タイル職人の妻の設定を不動産会社の社長夫人に変更した。石井の脚本は難航したが、子供絡みの愁嘆場は避けて、陰画のラブストーリーとして完成させた。夫役でキャスティングされていた映画監督転身前の伊丹十三が脚本に感心し、石井に強い関心を寄せていたという。関根も脚本を読み、やる気満々で「ヒロインは情念の女ですから、この役は私しかないと思い、お引き受けしました。濡れ場も重要な設置の一つ、新婚ですから関係者以外シャットアウトして撮影にのぞみます」と話していた。関根のハードなファックシーンがふんだんにあるのではと期待された。
どちらが先かは不明だが同じ頃、高橋伴明もにっかつの企画営業部に『TATTOO＜刺青＞あり』を持ち込んでいて、こちらもヒロインは関根恵子で行きたいとの要望で、同作は当初はにっかつでの製作が予定され『TATTOO＜刺青＞あり』『火の蛾』の順番で撮影に入る予定にしていた。当初は『火の蛾』のクランクインは1982年7月中旬と報道された
『TATTOO＜刺青＞あり』のシナリオはにっかつで印刷した。佐々木志郎が『ラブレター』で関根と仕事をしていたので、高橋伴明、関根恵子、佐々木、山田耕大とで一席持とうと当時のライターの定宿だった中野の旅館で会食した。すると初めて会った高橋と関根が意気投合し、恋の炎を燃え上がらせた。しかし『TATTOO＜刺青＞あり』がにっかつで正式に製作が決定せず、業を煮やした高橋はATGに企画を持っていった。高橋はそれまでほとんど無名で、関根との結婚報道で名前が売れた。逃げ隠ればかりしていた関根が自分から電撃婚約、新婚旅行の出発、帰国、入籍披露宴の期日をマスコミに通知してくるサービスで、報道陣の前で愛嬌を振りまいた。
夫役に伊丹十三、若者に古尾谷雅人、ジャパン・フィルム・カンパニー製作、東映セントラルフィルム配給、プロデューサー・佐々木志郎、監督は池田敏春で製作が決まり、夫と年下の青年の愛に溺れていく三角関係を描くという企画で、原作と同じタイトル『火の蛾』で1982年9月公開を決定していた。
しかし1982年6月に『TATTOO＜刺青＞あり』が公開され、関根の演技が高い評価を受けると、高橋との新婚旅行から帰った関根は、裸の撮影を拒否し降板した。池田がピンク映画の監督と結婚するぐらいだから何でもやってくれるだろと甘く考え高橋と揉めた、あるいはそこまで脱ぐなら自分の作品で脱げばいいなど、高橋が後ろで糸を引いていると噂された。山田耕大は「関根さんから出演の意向は変わらないしラブシーンもするが、露出は許して欲しいとの申し入れがあり、我々も東映セントラルフィルムもそれでいいと関根に返事したが、池田が『それでは撮れない』と拒否をして『火の蛾』は分解した」と話している。東映が関根と池田を交えて再三話し合いを持ったが決裂したとする文献もある。関根の所属事務所IFプロダクションは東映に申し訳ないと関根を解雇した。監督の池田はにっかつを退社し、これから羽ばたくという大事な時期だった。この決定は撮入寸前で、製作発表の前日だった。2、3日して池田が「やっぱり『火の蛾』やらせてくれよ。あれからコンテばんばん浮かんできてさあ」などと泣きそうな顔で訴えたというが、スタッフをバラした後でダメだった。池田は悪い足で歩き回りながらコンテを考えるので、真下の住人が「うるさい」と大家に訴え、アパートを追われたという。
一旦延期し、監督・キャストを白紙に戻し年内クランクインを目途に再検討されていたが延期された。池田と高橋はディレクターズ・カンパニーの結成に参加し、企画はディレクターズ・カンパニーに移った。

### 1989年
二度目は石井隆の友人である相米慎二の肝煎りで、相米と西崎義展のプロデュース、石井監督で樋口可南子を主演に、タイトルを『死んでもいい』に変更。一般紙に「石井隆の怨念か?頓挫の末に実現」とまで書かれた。脚本をかなり直し、舞台も青年が子供の頃、母と来た富士急ハイランドの近くの大月市に変えクランクインしたが、今度はクランクイン2日目に樋口が「監督と解釈が違い過ぎる」、「演出についていけない」と降板した。石井がスタッフに土下座した日は松田優作が死んだ翌日。

### 1992年
二年後、唐突に「大竹しのぶ、永瀬正敏で撮らないか」と石井に声が掛かり、10年越しの企画がようやく映画化されることになった。大竹は「私に声をかけてくれたことが嬉しかった」、「こういう役はあと5年ぐらいしか年齢的にできないかもしれない」とオファーを受けた。マスコミにハードなラブシーンのみ過度に取り上げられた。

## 脚本
石井は自身の脚本を何度も読み直し、ドラマとはいえない日常をきっちり撮って、そこにすごいドラマを潜めたいと構想した。何気ない会話が人を追いつめていく、10年の間に余計なドラマを削り、主演に大竹が決まってさらに削ぎ取った。

## 撮影
製作は当初、ディレクターズ・カンパニーであったが、クランクイン10数日後に「ディレクターズ・カンパニーが倒産した」とアルゴプロジェクトの伊地智啓と岡田裕から現場に「製作はアルゴに変わるが、心配せずに完成させて欲しい」と説明があった。ギャラはまだ届いていない状況ながら、大竹と永瀬の気合の入った演技が皆を奮い立たせた。キャスト、スタッフ一同、いい映画を作ろうという気合が凄く、7日間の完全徹夜を含む撮影実数25日で映画を完成させた。
大竹しのぶは「石井さんの演出は、ご本人の繊細な性格にも似て、分かりやすそうで分かりにくい。具体的なようで、そうでもないようで(笑)。不思議な演出でした」などと話している。また強行撮影はタイトルをもじり、キャスト・スタッフとも『死にたくない、死にたくない』と言いながら撮影したという。「そこで頑張れたのは、この映画が絶対にすごいものになるんじゃないかという予感が、現場のみんなにあったからだと思う」と話している。

## 音楽
劇中曲としてちあきなおみの「黄昏のビギン」が効果的に使用されている。

## 撮影記録
- 1992年4月10日、山梨県大月市でクランクイン[1]。
  - 大月駅他[1][2]。
  - 東京都木場東陽付近[2]。時間は短いが、名美（大竹しのぶ）と青年・平野信（永瀬正敏）が貯木場を歩き、船宿の一室で向かい合い長い会話を交わすワンシーン＝ワンカットは息を吞むほど美しい[14]。このシーンの撮影の際も、石井監督は大竹と永瀬に「ほんとうは触れたいのに、触れられないってありますよね」とボソッと言って、後は何も演出しなかったという[14]。

## 受賞歴
- 第33回ギリシャ・テッサロニキ国際映画祭：最優秀監督賞[4]
- 第10回イタリア・トリノ国際映画祭：特別審査員賞（準グランプリ）[4]
- 第47回毎日映画コンクール：日本映画優秀賞／田中絹代賞（大竹しのぶ）／録音賞（本田孜）
- 第35回ブルーリボン賞：助演男優賞（室田日出男）
- 第14回ヨコハマ映画祭：助演男優賞（室田日出男）／撮影賞（佐々木原保志）
- 第18回おおさか映画祭：撮影賞（佐々木原保志）／主演女優賞（大竹しのぶ）
- 第7回高崎映画祭：主演男優賞（永瀬正敏）
- 第66回キネマ旬報ベスト・テン：脚本賞（石井隆）／主演女優賞（大竹しのぶ）[4]
- 第16回日本アカデミー賞：最優秀助演男優賞（竹中直人）